# クイチガイサルボウ
クイチガイサルボウ (またはクイチガイサルボオ、喰違猿頬、学名: Anadara inaequivalvis) はフネガイ科アカガイ属の二枚貝である。

## 特徴
小型の二枚貝で、殻長は8センチメートルから9.5センチメートルになる。

## 分布
分布域はインド洋中部のインドやスリランカからインドネシアにかけてと西太平洋北部の日本の房総半島から南部のオーストラリア北部かけて棲息している。 外来種として定着が記録されているのは地中海、アドリア海北部、黒海、アゾフ海(南西部)である。 フィリピン、日本では養殖がおこなわれている。
黒海地域で最初に確認されたのは、1983年にブルガリア沿岸においてで、その後船舶のバラスト水にまぎれてアドリア海に侵入した。 その後、黒海沿岸での生息域をひろげ、黒海南部から北西部にあるアゾフ海のケルチ海峡近くのキリリフカ及びフェドトヴァ砂嘴まで棲息する。